# Mouftoum
Mouftoum (ou Moftoum) est une localité du Cameroun située dans le département du Mayo-Tsanaga et la Région de l'Extrême-Nord, dans les monts Mandara, à proximité de la frontière avec le Nigeria. Elle fait partie de la commune de Mogodé et du canton de Mogodé rural.

## Population
En 1966-1967, Mouftoum comptait 286 habitants, pour la plupart des Peuls et des Kapsiki.
Lors du recensement de 2005, elle en comptait 3 876.

## Infrastructures
En 1972 la localité était inaccessible en voiture.